# Rosenvold
Rosenvold er en herregård, der ligger på nordsiden af Vejle Fjord. Det berettes, at det nuværende Rosenvold ligger på en ældre bygnings plads, kaldt Staksevold, der skal være opført, efter at en tidligere borg af samme navn var blevet ødelagt. Gården ligger 4 km sydøst for Stouby i Stouby Sogn, Bjerre Herred, Hedensted Kommune. Hovedbygningen er opført i 1585 af Karen Gyldenstierne. Et trappetårn blev nedrevet i 1817 og bygningen blev ombygget 1865 af Johan Henrik Nebelong.
Rosenvold Gods er på 795 hektar

## Ejere af Rosenvold
- (1327-1350) Ubekendte ejere
- (1350-1550) Kronen
- (1550-1575) Holger Ottesen Rosenkrantz
- (1575-1599) Karen Gyldenstierne (enke)
- (1599-1599) Frederik Rosenkrantz (søn)
- (1599-1621) Otte Christopher Rosenkrantz (bror)
- (1621-1630) Ellen Marsvin (gift m. Ludvig Munk)
- (1630-1658) Kirsten Munk (datter)
- (1658-1660) Kirsten Munks dødsbo (v. datteren Elisabeth Augusta)
- (1660-1674) 1.Henrik Rantzau (1599-1674)
- (1674-1687) 2.Henrik Rantzau (brorsøn)(1630-1687)
- (1687-1719) 3.Otto Rantzau (halvbror)(1632-1719)
- (1719-1726) 4.Frederik greve Rantzau (søn)(1677-1726)
- (1726-1771) 5.Christian lensgreve Rantzau (bror)(1684-1771)
- (1771-1814) 7.Carl Adolph lensgreve Rantzau (søn)(1742-1814)
- (1814-1822) 8.Frederik Siegfred lensgreve Rantzau (bror)(1744-1822)
- (1822-1828) 9.Christian Jens lensgreve Rantzau (søn)(1777-1828)
- (1828-1846) 10.Frederik Sigfred lensgreve Rantzau (søn)(1809-1846)
- (1846-1904) 11.August Frederik lensgreve Rantzau (søn)(1840-1904)
- (1904-1906) 12.Cai lensgreve Rantzau (søn)(1870-1906)
- (1906-1925) 13.Carl Frederik lensgreve Rantzau (farfars brorsøn)(1846-1925)
- (1925-1943) 14.Jens Christian lensgreve Rantzau (søn)(1873-1946)
- (1943-1967) 15.Daniel greve Rantzau (søn)(1903-1982)
- (1967-2009) 16.Carl Iver greve Rantzau (søn)(1940-)
- (2009-) 17. Carl Johan Ulrik greve Rantzau (søn) (1986-)